# Имперский граф

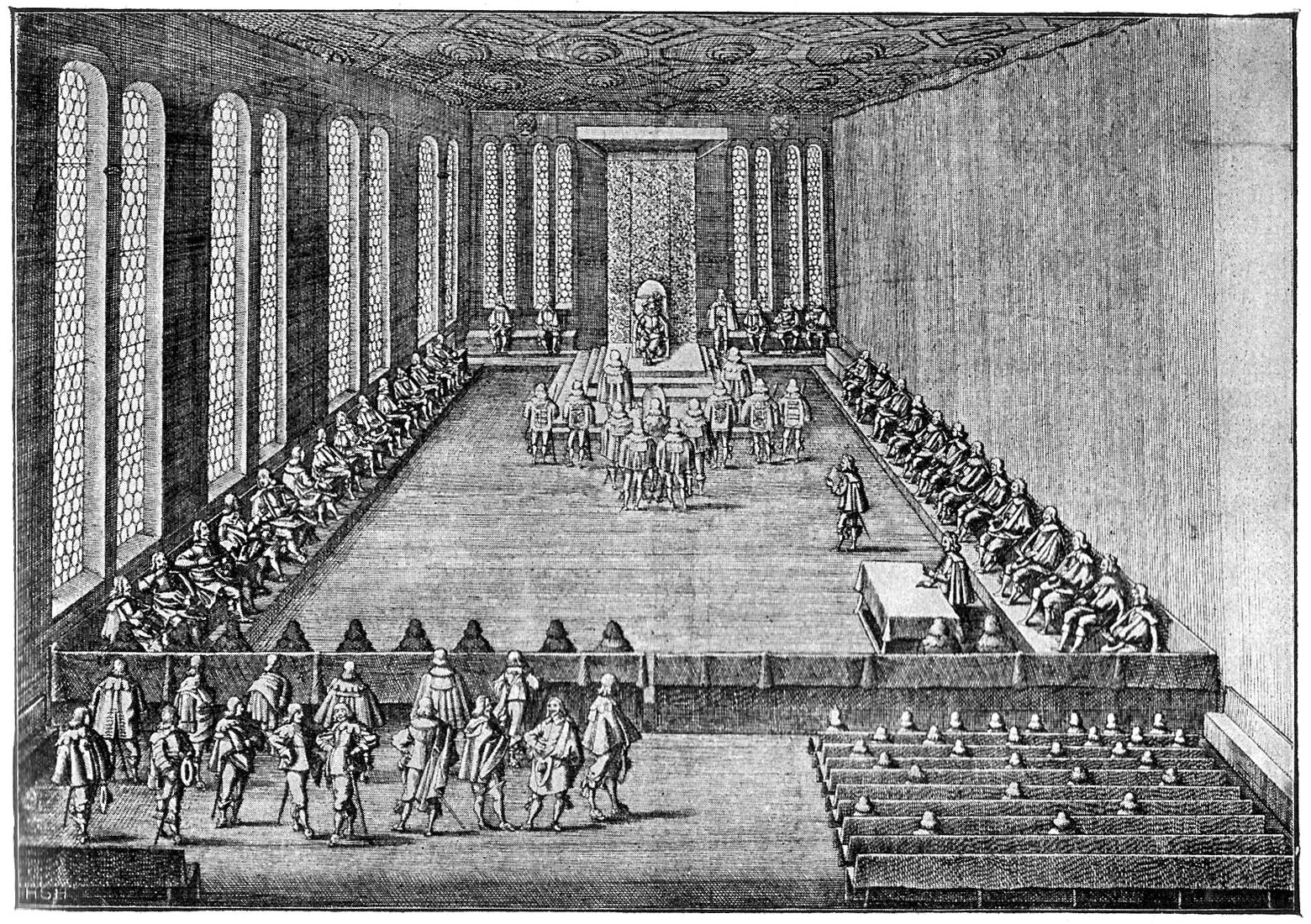
Заседание сейма Рейхстага в Регенсбурге в 1640 году.

Имперский граф, рейхсграф (нем. Reichsgraf) — титул в Священной Римской империи. В средневековую эпоху он использовался исключительно для обозначения держателя имперского графства, то есть феодального владения, находившегося в вассальной зависимости непосредственно от императора, а не от князя, который был вассалом императора или другого суверена. Имперские графы сидели на одной из четырёх «скамей» графов, где каждый до 1806 года имел дробный голос в имперском сейме. В эпоху после Средневековья любой, получивший титул графа от императора в его конкретном качестве правителя Священной Римской империи, становился имперским графом (нем. Reichsgraf), независимо от того, правил ли он непосредственным графством или нет.

## Появление
В государстве Меровингов и Франков граф был официальным лицом, которое осуществляло королевские прерогативы в административном районе (гау или «графство»). Правитель, назначенный представлять короля или императора в графстве, требующем более высокой власти, чем делегировалась обычному графу, получал титул, указывающий на это различие: пограничная земля принадлежала маркграфу, крепость — бургграфу, императорский дворец или королевское поместье — пфальцграф, большая территория — ландграфу. Первоначально графы были назначаемыми администраторами — министериалами, но при императорах Саксонской династии они стали составлять класс, чье управление землей от имени правящих князей способствовало развитию их статуса, который был выше не только крестьян и бюргеров, но и безземельных рыцарей и поместного дворянства. Их роли в феодальной системе, как правило, становились наследственными и к концу средневековья постепенно интегрировались с правящей знатью.
Владелец графства в пределах Священной Римской империи или в её подчинении мог быть в феодальном подчинении другому дворянину, теоретически любого ранга, который сам мог быть вассалом другого правителя или императора; или у графа не могло быть другого сюзерена, кроме самого императора, тогда он считался держателем непосредственно (reichsunmittelbar) императора. Дворяне, которые унаследовали, купили, получили или успешно захватили такие графства или были в состоянии устранить любые обязательства вассалитета перед промежуточным сюзереном (например, путем покупки его феодальных прав у сюзерена), были ответственны перед императором за сбор и поставку доходов и солдат от своих вассалов и поместий, что позволяло ему управлять империей и защищать её. Таким образом, их имперская непосредственность обеспечивала им существенную независимость на их собственных территориях от власти императора. Постепенно они стали вызываться на имперские сеймы.
В то время как простолюдины и дворяне самого низкого уровня оставались подчиненными власти лорда, барона или графа, некоторые рыцари и лорды (нем. Reichsfreiherren) избегали верности кому-либо, кроме императора, но при этом не имели достаточного значения, чтобы получить постоянный допуск в сейм. Самые могущественные дворяне и епископы (выборщики) получили исключительную привилегию голосовать за избрание императора Священной Римской империи из своего числа или других правителей всякий раз, когда появлялась вакансия. Те, кто был чуть ниже их по статусу, были признаны имперскими князьями (Reichsfürsten), которые благодаря наследственному голосованию, которым каждый владел в Коллегии принцев Сейма, служили членами свободного законодательного собрания империи.

## Влияние
Когда Империя вышла из средневековой эпохи, непосредственные подсчёты были окончательно исключены из обладания индивидуальным местом и полным голосом (нем. Virilstimme) в сейме, которые принадлежали курфюрстам и князьям. Однако для более эффективного продвижения своих политических интересов и сохранения своей независимости имперские графы организовывали региональные ассоциации и проводили Grafentage («графские советы»). В Имперском сейме, начиная с 16 века и последовательно начиная с Бессрочного сейма (1663—1806), имперские графы были сгруппированы в «имперские товарищеские ассоциации», известные как Grafenbänke. В начале 16 века такие объединения образовались в Веттерау и Швабии. Франконская ассоциация была создана в 1640 году, Вестфальская ассоциация — в 1653 году.
Вместе с императором, курфюрстами и князьями они участвовали в управлении империей благодаря тому, что имели право занимать место на одной из графских скамеек (Графенбанк) в Сейме. Каждая «скамья» имела право на один коллективный голос (нем. Kuriatstimme) в сейме, и каждой общинной семье было разрешено подавать один дробный голос в пользу голосования скамьи: большинство дробных голосов определяло, как голос этой скамьи будет подаваться по любому вопросу до диета. Были признаны четыре скамьи (принадлежность к каждой из которых определялась тем, в каком квадранте Империи находилось графское поместье). Будучи усаженным и позволенным отдать общий голос на скамье графа, имперский граф получил «место и голос» в имперском сейме, что в сочетании с имперской непосредственностью сделало его главную землю, владеющую имперским поместьем (нем. Reichsstand) и присвоил на него и его семью был наложен статус Landeshoheit, то есть полусуверенитет, который отличал высшую знать Германии и Австрии (нем. Hochadel) от низшей знати (нем. Niederadel), которая не имела представительства в сейме и обычно подчинялась сюзерену.
Таким образом, имперские графы имперских сословий (нем. Reichsständische) привязали свои интересы и статус к интересам и статусу имперских принцев. В 1521 г. насчитывалось 144 имперских графа; к 1792 г. осталось всего 99 человек. Снижение отражало возвышение до более высокого титула, исчезновение мужской линии и покупку или аннексию (прямо или путем подчинения, известного как медиатизация) более могущественными имперскими князьями.
В 1792 г. существовало четыре ассоциации (скамьи) графств, которые отдавали голоса 99 семей в Рейхсфюрстенрат сейма:
1. Нижнерейнская/Вестфальская ассоциация имперских графов, насчитывающая 33 члена
2. Ассоциация имперских графов Веттерау[нем.], насчитывающая 25 членов
3. Швабская ассоциация имперских графов, насчитывающая 24 члена
4. Франконская ассоциация имперских графов, насчитывающая 17 членов

По Люневильскому договору 1800 года княжеские владения к западу от реки Рейн были присоединены к Франции, в том числе имперские графы. Во время последнего перерыва имперской делегации 1803 года те, кто, как считалось, сопротивлялся французам, получили компенсацию в виде секуляризованных церковных земель и свободных городов. Некоторые из графов, такие как Аспремон, получили щедрую компенсацию. Другим, таким как Лейен, было отказано в компенсации из-за неспособности сопротивляться французам.
К 1806 году Наполеон распустил Священную Римскую империю и медиатизировал её, вытеснив не только всех имперских графов, но и большинство князей. Каждый из них был аннексирован своим крупнейшим немецким соседом, хотя многие из них были обменены одним сувереном на другого, поскольку те стремились сформировать более сплоченные границы или прибыльные рынки. В 1815 году Венский конгресс компенсировал имперским графам и князьям их потери в основном символическими привилегиями. Несколько графств были преобразованы Наполеоном в княжества. Некоторые из династий сохраняли свой суверенитет до 1918 года: Липпе, Рейсс, Шварцбург и Вальдек-Пирмонт.

## Статус в XIX веке

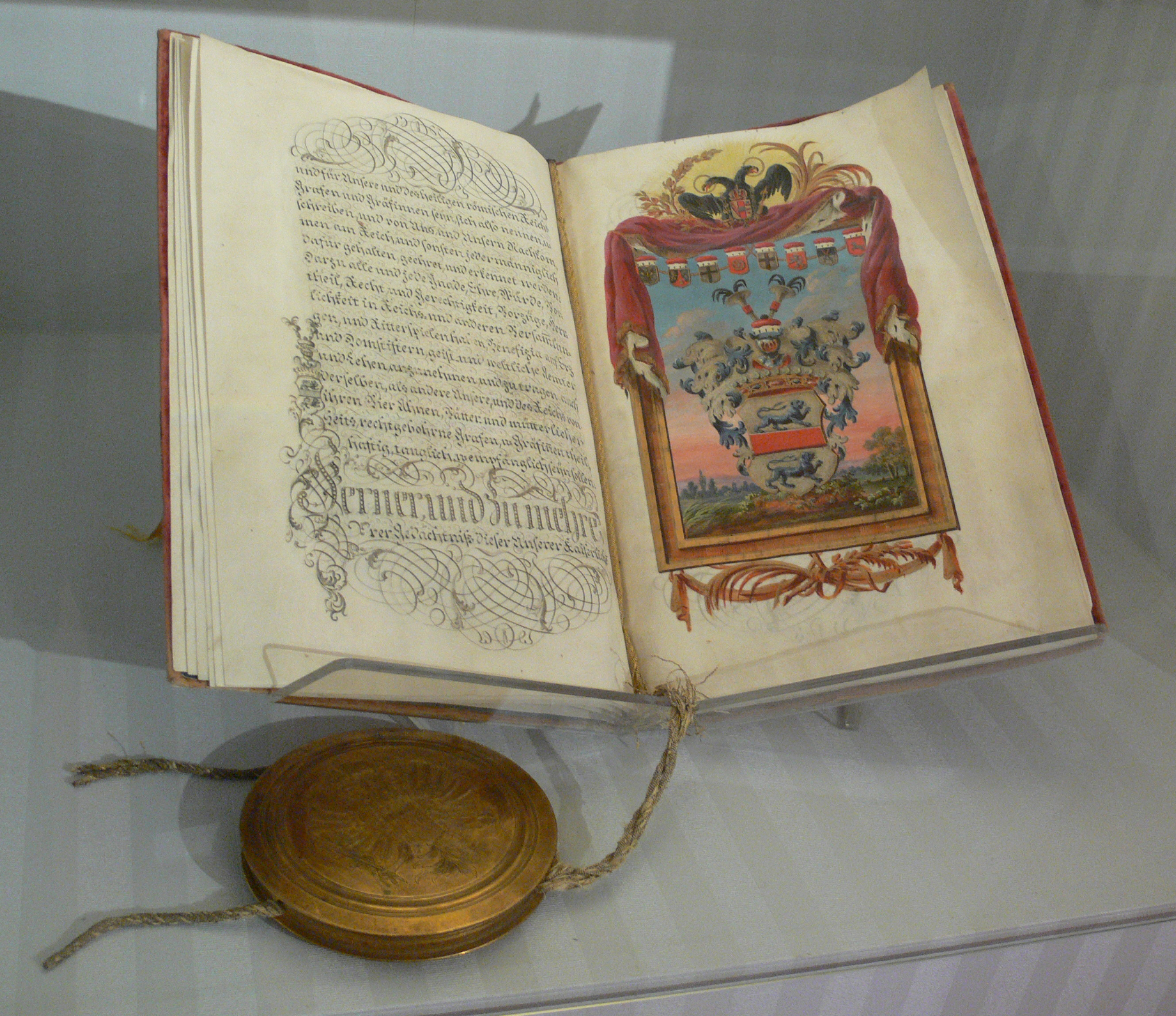
Патент о присвоении императорского графского титула барону Антону Шенку фон Штауффенбергу, выданный императором Иосифом II, 1785 г.

Те графы, которые получили свой титул по патенту от императора или имперского викария, были признаны в последующей Германской империи как сохраняющие свои титулы и ранг выше графов, повышенных меньшими государями, даже если их семья никогда не имела владений в Империи. Комитал или другой титул, предоставленный немецким сувереном, в принципе присваиваемый только в королевстве этого суверена, хотя в других местах обычно признается вежливым титулом. Титулы, дарованные правителями Габсбургов в качестве королей Венгрии, эрцгерцогов или императоров Австрии, таким образом, не были рейхсграфами и не имели сопоставимого приоритета даже после 1806 года.
Титульные имперские графы обычно не играли никакой роли в управлении империей, хотя были и исключения. Иногда, когда князь хотел жениться на даме более низкого ранга и разделить с ней его титул, император мог возвысить её до имперской графини или даже принцессы (часто вопреки возражениям других членов семьи), но это не давало ей ни одинаковый титул или ранг, которые носили династы, и это не препятствовало тому, чтобы брак был морганатическим.